# Petalurodea
Petalurodea – takson owadów z rzędu ważek, podrzędu Epiprocta i infrarzędu ważek różnoskrzydłych.

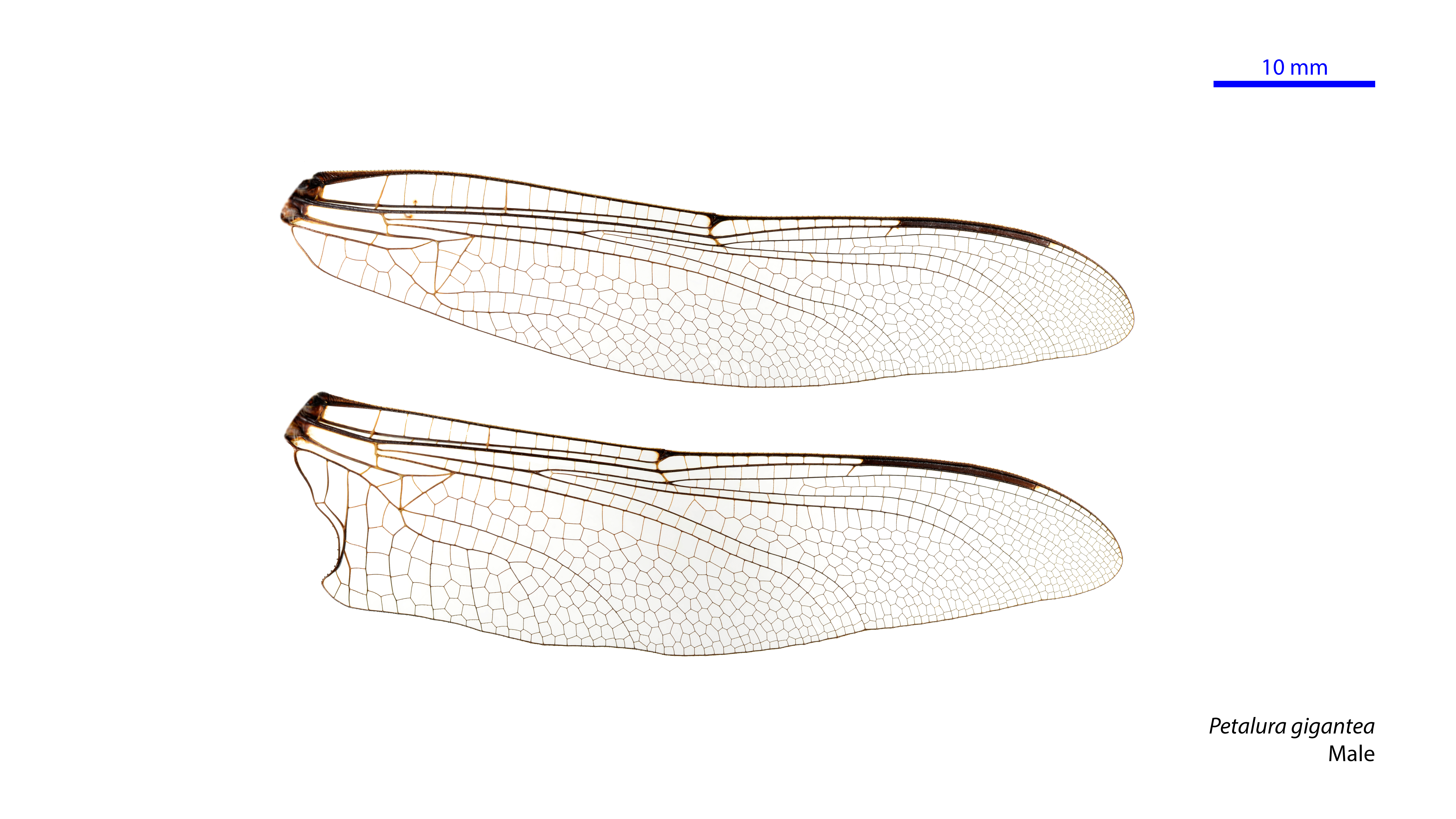
Użyłkowanie skrzydeł samca Petalura gigantea

Takson ten wprowadzony został w 1996 roku przez Güntera Bechly’ego. Obejmuje wszystkie Petalurida z wyjątkiem wymarłych Protolindeniidae. W sumie zalicza się doń trzy rodziny: najbardziej bazalną Cretapetaluridae oraz, tworzące razem nadrodzinię Petaluroidea, Aktassiidae i Petaluridae. Jako ich autapomorfie wymienia się sierpowato zakrzywione i bardzo smukłe skrzydła o długości przekraczającej 50 mm z wyraźnie zwężonym obszarem „pomostowym” (Bqs) między żyłką radialną tylną a drugą żyłką interradialną, przy czym wszystkie te cechy zanikły wtórnie u rodzaju Tanypteryx. Autapomorfią zachowaną także u tego rodzaju jest natomiast co najmniej trochę skrócona żyłka medialna tylna w tylnym skrzydle, kończąca się na jego tylnej krawędzi niewiele bardziej odsiebnie od nodusa.